# 蕭卡特·加列耶夫
蕭卡特·加列耶夫（全名 蕭卡特·加列耶夫·伊蒂亞圖琳 Idiyatullin，1928年11月20日—2011年5月7日）是著名的韃靼詩人、作家和出版商，以兒童讀物而聞名。